# Kreminna
Kreminna (tiếng Ukraina: Кремінна) là một thành phố của Ukraina. Thành phố này thuộc tỉnh Luhansk. Thành phố này có diện tích ? km2, dân số theo điều tra dân số năm 2001 là 24447 người.